# Condado de Anderson (Texas)
El condado de Anderson (en inglés: Anderson County) es uno de los 254 condados del estado estadounidense de Texas. La sede del condado es Palestine, al igual que su mayor ciudad. El condado tiene un área de 2.792 km² (de los cuales 19 km² están cubiertos de agua), una población de 55.109 habitantes, para una densidad de población de 20 hab/km² (según censo nacional de 2000). Este condado fue fundado el 24 de marzo de 1846.

## Demografía
Según el censo de 2000, había 55.109 personas, 15.678 cabezas de familia, y 11.335 familias residiendo en el condado. La densidad de población era de 52 habitantes por milla cuadrada.
La composición racial del condado era:
- 66,44% blancos
- 23,48% negros o negros americanos
- 0,64% nativos americanos
- 0,45% asiáticos
- 0,03% isleños
- 8,00% otras razas
- 0,96% de dos o más razas.

Había 15.678 cabezas de familia, de las cuales el 34,10% tenían menores de 18 años viviendo con ellas, el 55,50% eran parejas casadas viviendo juntas, el 13,20% eran mujeres cabeza de familia monoparental (sin cónyuge), y 27,70% no eran familias.
El tamaño promedio de una familia era de 3,07 miembros.
En el condado el 20,70% de la población tenía menos de 18 años, el 9,30% tenía de 18 a 24 años, el 37,70% tenía de 25 a 44, el 20,60% de 45 a 64, y el 11,70% eran mayores de 65 años. La edad promedio era de 36 años. Por cada 100 mujeres había 155,80 hombres. Por cada 100 mujeres mayores de 18 años había 173,40 hombres.

## Economía
Los ingresos medios de una cabeza de familia del condado eran de USD$31.957 y el ingreso medio familiar era de $37.513. Los hombres tenían unos ingresos medios de $27.070 frente a $21.577 de las mujeres. El ingreso per cápita del condado era de $13.838. El 12,70% de las familias y el 16,50% de la población estaban debajo de la línea de pobreza. Del total de gente en esta situación, 21,60% tenían menos de 18 y el 16,60% tenían 65 años o más.